# Brestovitsa (distrikt i Bulgarien, Ruse)
Brestovitsa (bulgariska: Брестовица) är ett distrikt i Bulgarien.   Det ligger i kommunen Obsjtina Borovo och regionen Ruse, i den centrala delen av landet, 220 km öster om huvudstaden Sofia.
Trakten runt Brestovitsa består till största delen av jordbruksmark. Runt Brestovitsa är det ganska glesbefolkat, med 42 invånare per kvadratkilometer.